# Kathy Davis

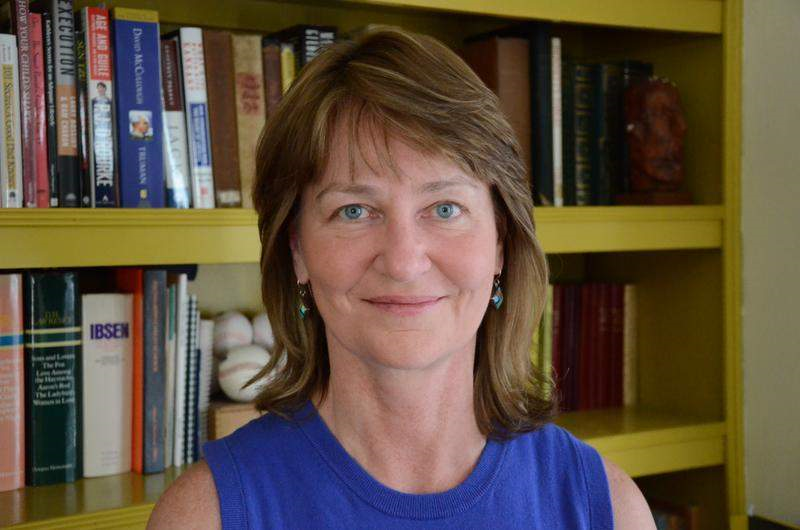
Kathy Davis, 2013

Katherine L. „Kathy“ Davis (* 24. Juni 1956 in Boston, Massachusetts) ist eine US-amerikanische Politikerin. Zwischen 2003 und 2005 war sie Vizegouverneurin des Bundesstaates Indiana.

## Werdegang
Kathy Davis studierte bis 1978 am Massachusetts Institute of Technology (MIT). Anschließend arbeitete sie in der Forschungs- und Entwicklungsfirma ihres Vaters. Eine ihre Aufgaben war die Erforschung von Vibrationen in U-Booten. Anschließend absolvierte sie die Harvard Business School. 1982 kam sie nach Indiana, wo sie für einige Jahre für die Cummins Engine Company tätig war. Gleichzeitig schlug sie als Mitglied der Demokratischen Partei eine politische Laufbahn ein. Im Jahr 1995 wurde sie Budget Director des Staates Indiana. Danach bekleidete sie verschiedene andere Staatsämter. Von 2000 bis 2004 hatte sie die Funktion des Controller der Stadt Indianapolis inne.
Nach dem Tod von Gouverneur Frank O’Bannon wurde dessen Vizegouverneur Joe Kernan verfassungsgemäß sein Nachfolger. Zur neuen Vizegouverneurin berief er Kathy Davis, die dieses Amt zwischen dem 20. Oktober 2003 und dem 10. Januar 2005 ausübte. Dabei war sie Stellvertreterin des Gouverneurs und Vorsitzende des Staatssenats. Sie war die erste Frau, die jemals das Amt des Vizegouverneurs von Indiana übernahm. Gleichzeitig war sie Leiterin des Handels- und Landwirtschaftsministeriums. Überdies führte sie den Vorsitz im Anti-Terror- und Sicherheitsrat ihres Staates. Nach dem Ende ihrer Zeit als Vizegouverneurin war Davis Vorstandsvorsitzende des IT-Konzerns Global Access Point. Im Jahr 2007 gründete sie das Unternehmen Davis Design Group. Seit dem Ende ihrer politischen Laufbahn im Jahr 2005 war sie immer wieder als Kandidatin für verschiedene politische Ämter im Gespräch.